# Det är 1988 och har precis börjat snöa
Det är 1988 och har precis börjat snöa är en självbiografisk roman skriven av Sigge Eklund, och utgiven 2005. Romanen blev Eklunds genombrott som författare och väckte särskilt mycket uppmärksamhet eftersom den innehöll ett kritiskt porträtt av hans far, den kände ekonomen och Olof Palme-medarbetaren Klas Eklund.

## Handling
Sigge Eklund hittar 35 gamla kassettband från då han var liten. Han sätter på bandet, och börjar minnas saker som hände då, under 1980-talet. En snöig dag 1988 skilde sig t.ex. hans föräldrar. Sigge hade tidigare idoliserat sin pappa, men nu började han se på honom på ett annat sätt.